# Puya mirabilis
Puya mirabilis là một loài thực vật có hoa trong họ Bromeliaceae. Loài này được (Mez) L.B.Sm. miêu tả khoa học đầu tiên năm 1968.

## Hình ảnh

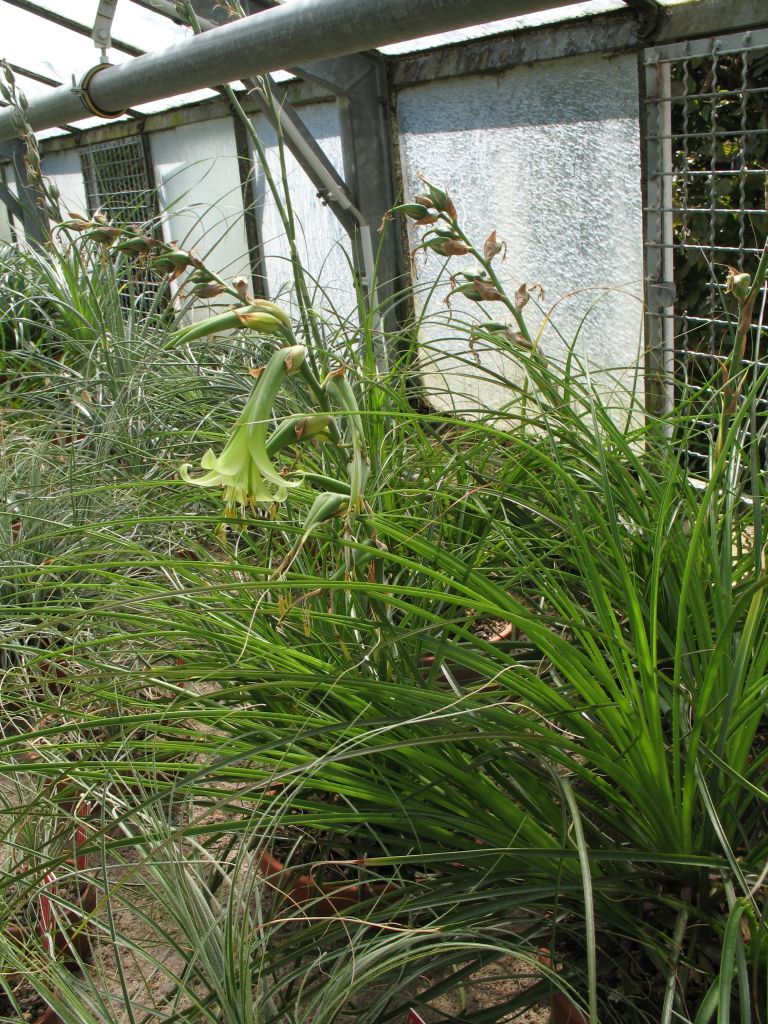
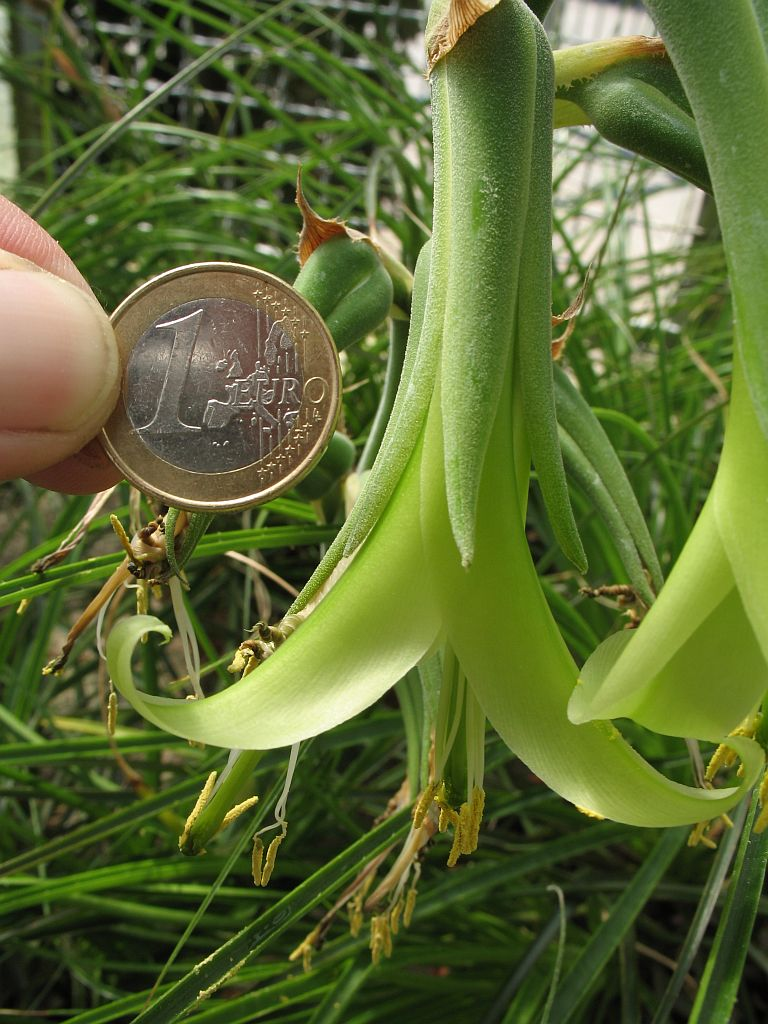
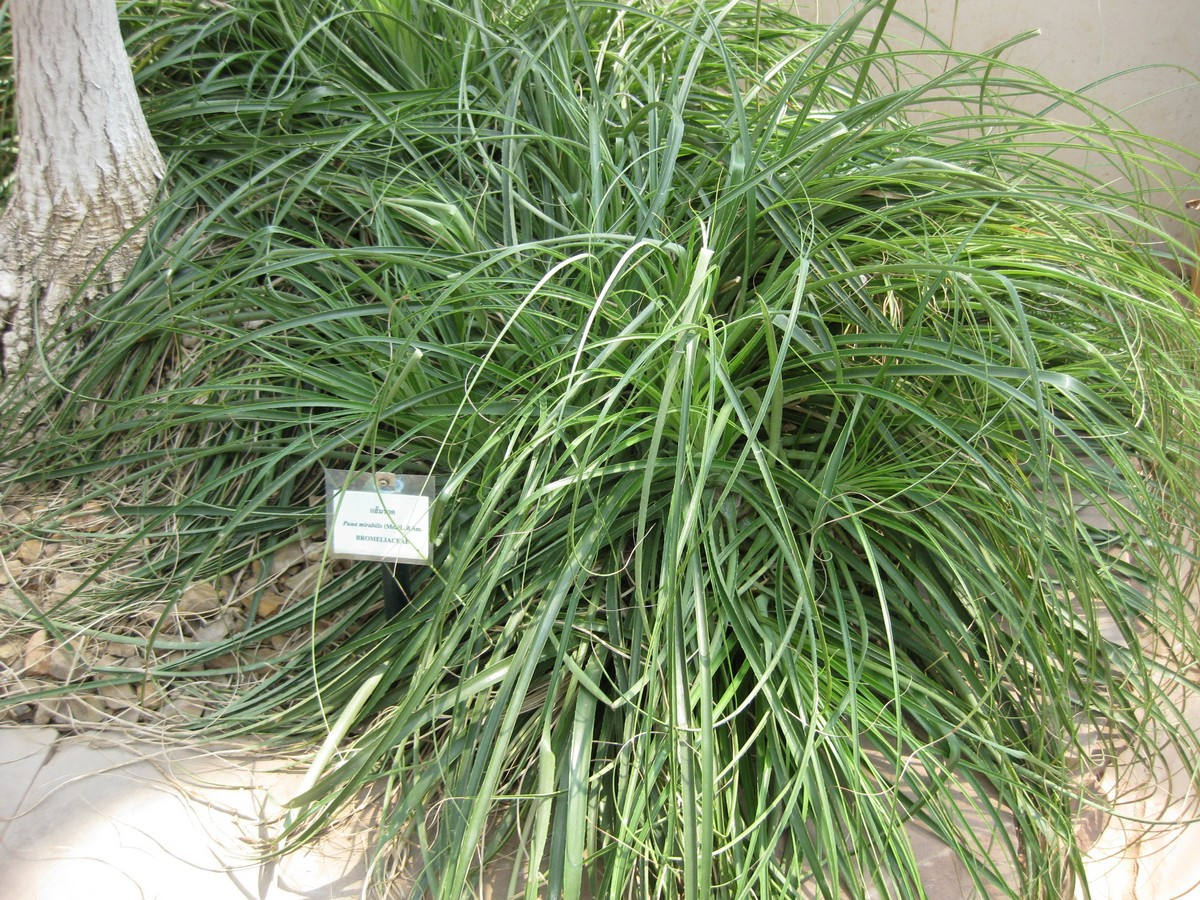
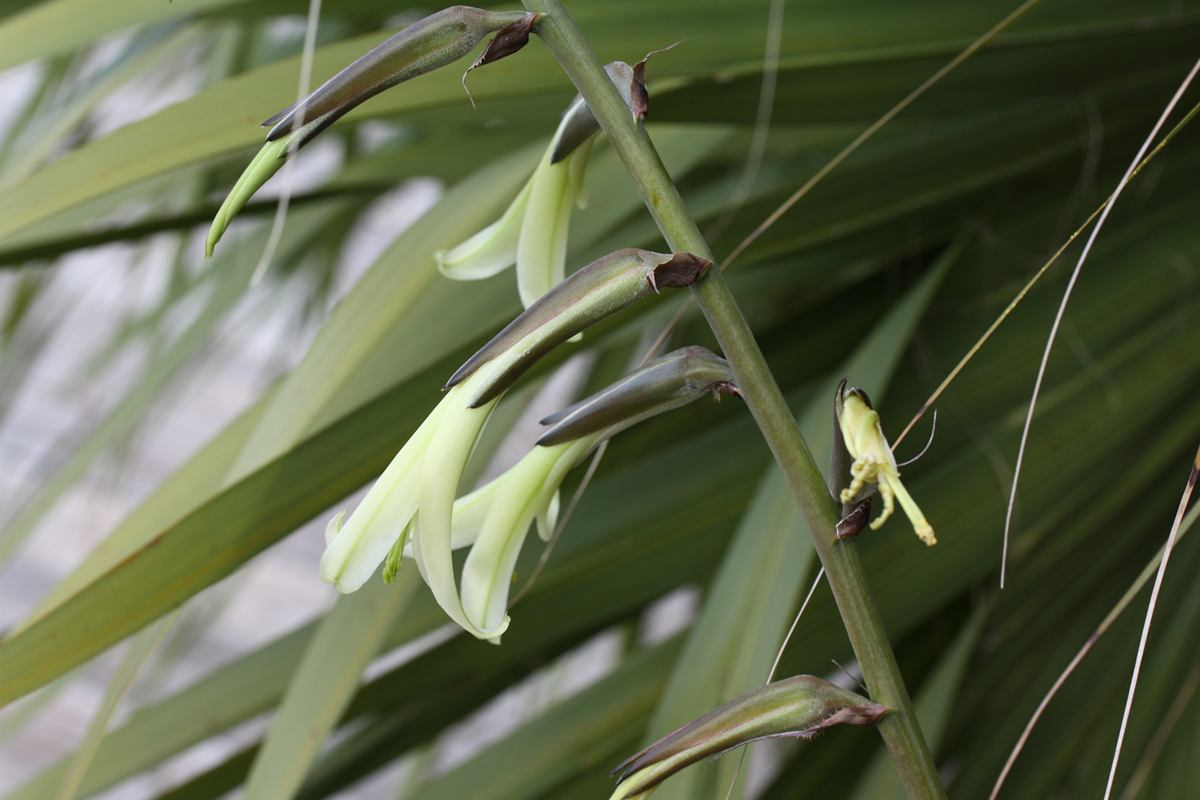
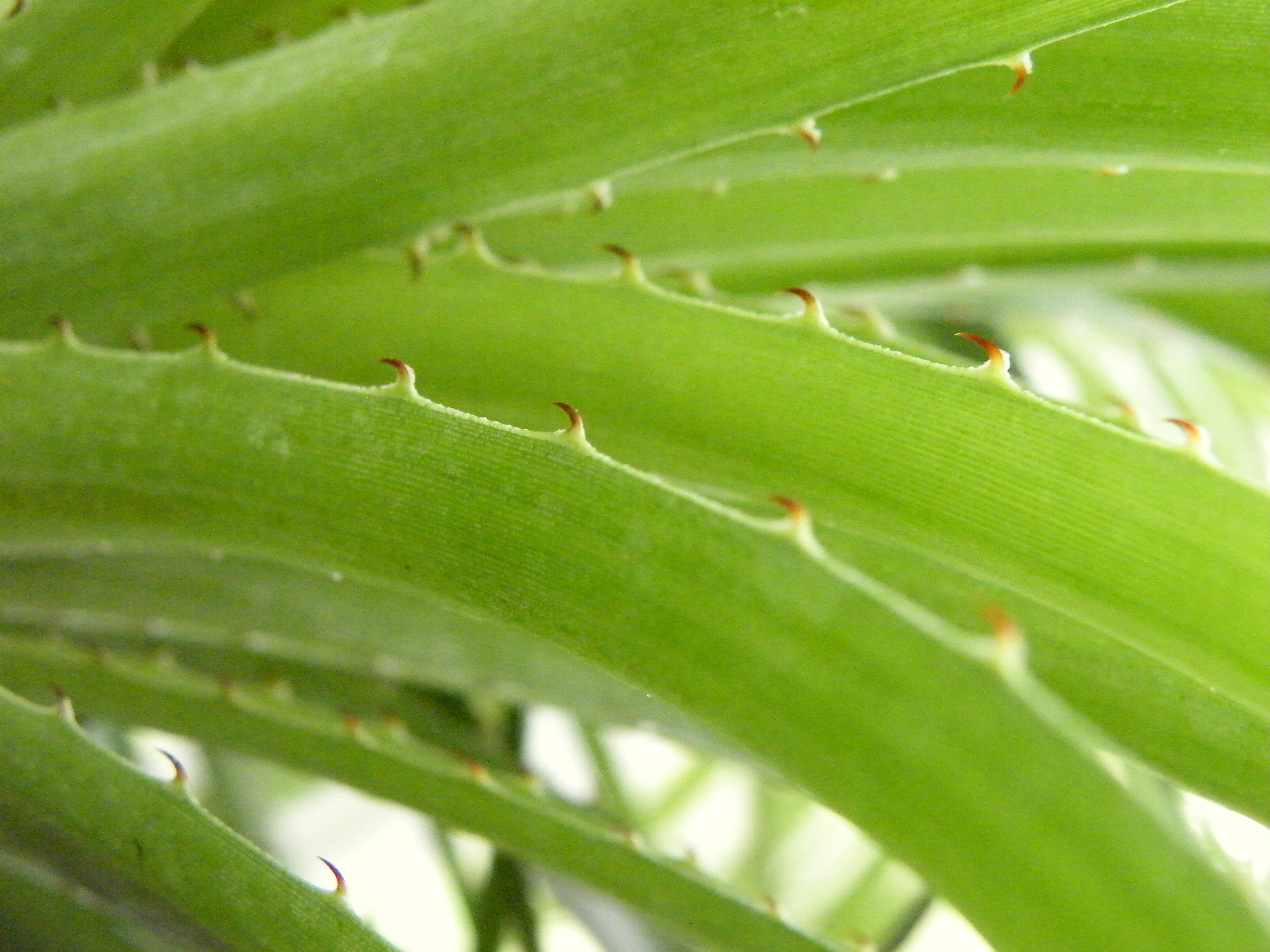
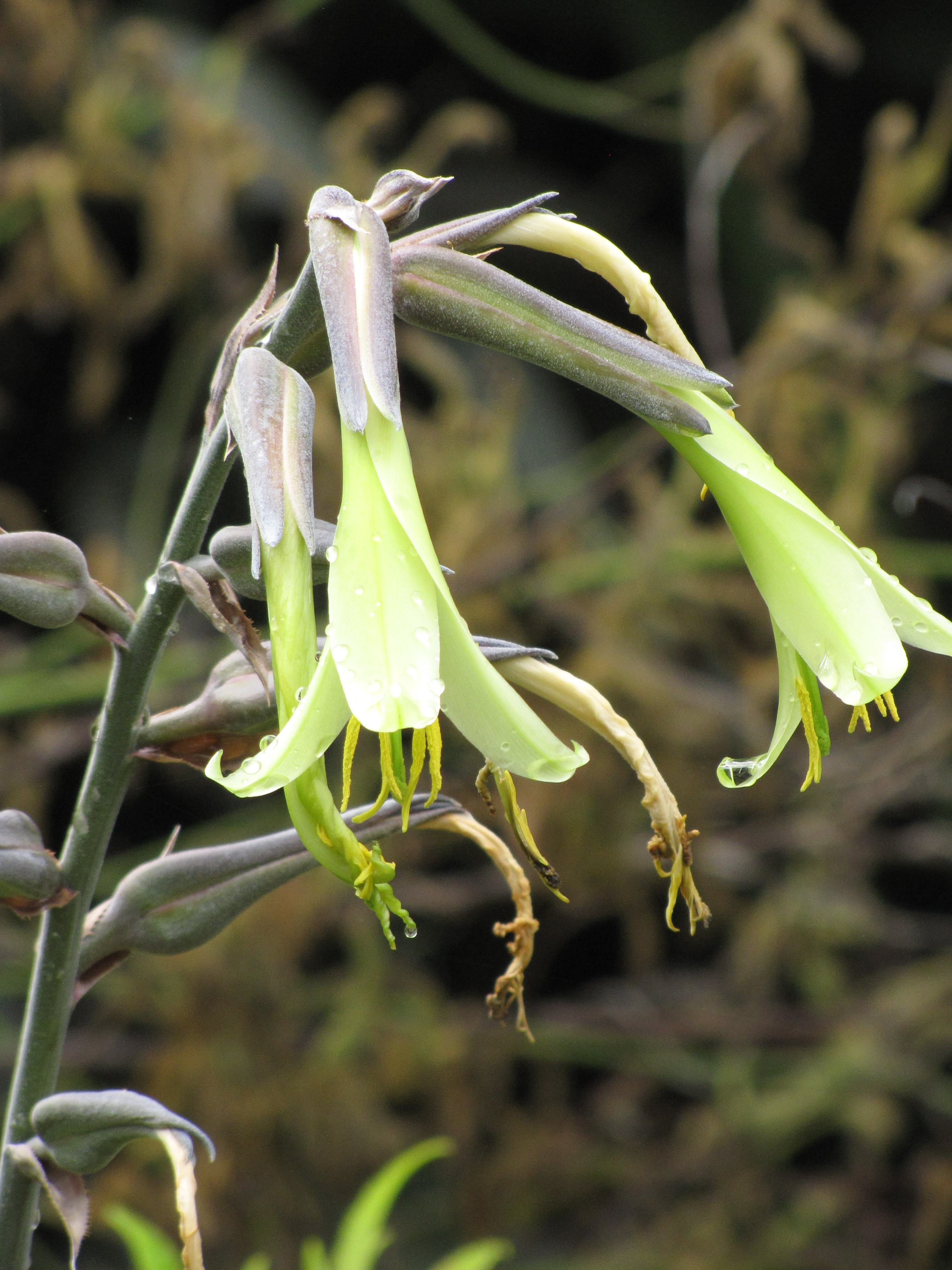
Hoa
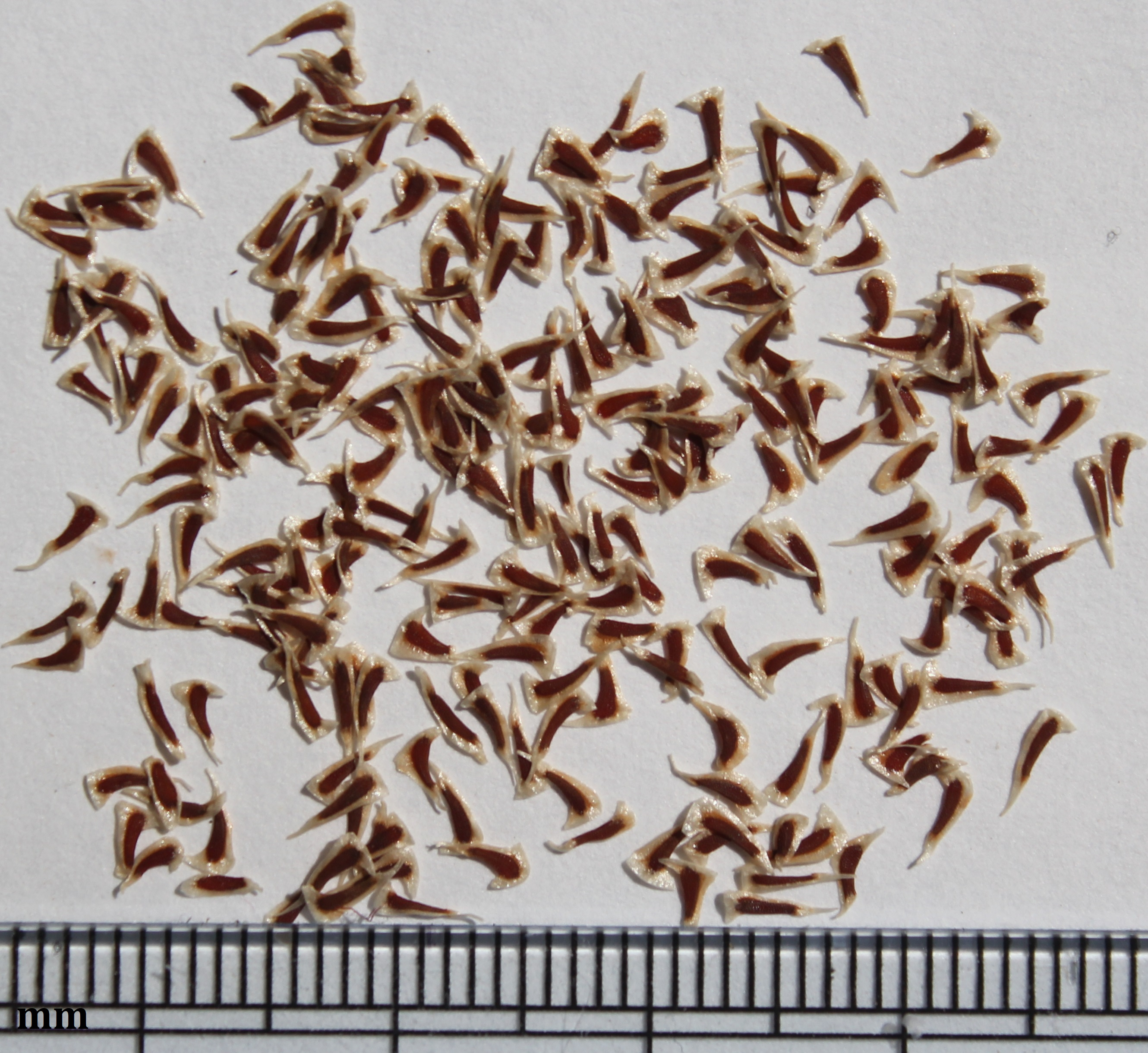
Hạt